# Culture Club
Culture Club este o trupă pop engleză formată la Londra în 1981. Trupa este alcătuită din Boy George (voce principală), Roy Hay (chitară și clape) și Mikey Craig (chitară bas), iar anterior l-a inclus pe Jon Moss (tobe și percuție). Apărând în scena New Romantic⁠(d), ei sunt considerați unul dintre cele mai reprezentative și influente grupuri ale anilor 1980.
Condusă de cântărețul și solistul Boy George, al cărui stil androgin de îmbrăcare a atras atenția publicului și a presei la începutul anilor 1980, trupa a vândut peste 50 de milioane de discuri, inclusiv peste șase milioane de discuri certificate BPI vândute în Marea Britanie și peste șapte milioane de discuri certificate RIAA vândute în SUA.
Cele mai mari hituri ale trupei sunt „Do You Really Want to Hurt Me”, „Time (Clock of the Heart)”, „I’ll Tumble 4 Ya”, „Church of the Poison Mind” sau „Karma Chameleon⁠(d)”. În Marea Britanie, au avut douăsprezece single-uri în Top 40 între 1982 și 1999, ajungând de două ori pe locul întâi, cu „Do You Really Want to Hurt Me” și „Karma Chameleon”, acesta din urmă fiind cel mai vândut single din 1983 în Marea Britanie și locul întâi în US Hot 100 în 1984. Piesa „Time (Clock of the Heart)” este inclusă în lista Rock and Roll Hall of Fame de 500 de cântece care au modelat rock and roll.
Al doilea album al lor, Color by Numbers, s-a vândut în peste 10 milioane de exemplare în întreaga lume. A apărut pe lista celor mai bune 100 de albume ale anilor 1980 a revistei Rolling Stone și este inclus și în cartea 1001 albume pe care trebuie să le auzi înainte de a muri. Zece dintre single-urile lor au ajuns în top 40 din SUA, unde sunt asociați cu a doua invazie britanică a grupurilor de „muzică nouă” britanică care au devenit populare în SUA datorită canalului de muzică prin cablu MTV.
Stilul de muzică al trupei Culture Club a fost descris ca o combinație între new wave, soul și pop american. Include, de asemenea, unele elemente de reggae jamaican și alte stiluri, cum ar fi calypso, salsa și, în melodia „Karma Chameleon”, elemente de muzică country.
Culture Club a vândut peste 50 de milioane de discuri în întreaga lume, inclusiv șapte milioane de discuri în Statele Unite. În 1984, Culture Club a câștigat Brit Awards pentru cel mai bun grup britanic, cel mai bun single britanic ("Karma Chameleon") și premiul Grammy pentru cel mai bun artist nou. Au fost nominalizați în același an la premiul Grammy pentru Grup sau Duo de Pop Vocal. Trupa a fost, de asemenea, nominalizată pentru premiul Juno din Canada pentru Albumul Internațional al Anului. În ianuarie 1985, Culture Club au fost nominalizați la Premiile American Music pentru videoclipul favorit al unui artist pop/rock, iar în septembrie 1985, au fost nominalizați la două MTV Video Music Awards pentru cele mai bune efecte speciale și cea mai bună regie artistică pentru videoclipul lor „It's a Miracle”. În 1987, au primit o altă nominalizare pentru American Music Awards pentru videoclipul pop/rock.